# Toyota Prius
Toyota Prius er en stor mellemklasse hybridbil der fremstilles af Toyota. Bilen har en elmotor, en benzinmotor og en generator, som er sammenkoblet via. et planetgear og en CVT-transmission. Den har et batteri af typen Nikkel-metalhydrid-akkumulator (NiMH) som oplades med generatoren, som drives af benzinmotoren, eller gennem at elmotoren udnyttes som generator ved bremsning (motorbremse).
Ved middelbelastning kan benzinmotoren oplade batteriet samtidigt med at den driver bilen. Elmotoren og benzinmotoren kan udnyttes samtidigt til maksimal acceleration. Ved lav hastighedbenyttes kun elmotoren, og når bilen holder stille er begge motorer frakoblede. Dog kan benzinmotoren også køre ved lav fart, såfremt at batteriet trænger til opladning, eller til opvarmningsbrug om vinteren. Opladning og drift fungerer fuldautomatisk. Hybridbilsprincippet giver lavere brændstofforbrug og emissioner i forhold til en konventionel benzinbil især ved kørsel i langsom bytrafik.

## Toyota Prius i Danmark
Toyota Pris og andre hybridbiler har haft svært ved slå igennem på det danske marked. Det kan skyldes, at den danske bilafgiftsmodel betyder at prisen anno 2012 starter fra 390.000 danske kroner for tredje generation af Prius. I Sverige starter priserne for Prius fra 271.000 svenske kroner (ca. 227.000 danske kroner). I USA starter priserne for Prius fra $ 24.000 (ca. 135.000 kr.) 

## Tredje generations Prius
På Detroitmessen i januar 2009 præsenterede Toyota den tredje generationens Prius med større motor og større kabine. Til trods for dette er brændstoføkonomien bedre end for tidligere modeller. Brændstofforbruget for europæiske modeller er 3,9 liter/100 km (25,6 km/l) og CO2-udslippet er 89 g/km.

## Kombi
Kombiversionen af Prius sælges fra 2012 i Sverige som Prius+. Den har plads til 5+2 personer i tre sæderækker. Brændstofforbruget er 4,3 liter/100 km (23,3 km/l) og CO2-udslippet er 96 g/km.
Prius+ er Toyotas første ikke opladelige hybrid med Lithium-ion-akkumulator.

## Plug-in hybrid
En plug-in hybridvariant af tredje generationens Prius, som siden årsskiftet 2011/2012 er blevet fremstillet i stor stil, kommer til Sverige i sommeren 2012. Den kører 25 km kun på elmotoren. Brændstofforbruget ved blandet kørsel er 47,6 km/l (2,1 liter/100 km) og CO2-udledningen er 49 g/km.
Seriefremstillingen er foregået med baggrund i et to årigt storskala testforløb, hvor 600 Prius Plug-in kørte i trafikken i Europa, Japan, Nordamerika og Australien. To af dem Sverige.